# 若鷹 (急設網艦)
若鷹（わかたか）は、日本海軍の敷設艦。
初鷹型敷設艦の3番艦。
急設網艦に分類する文献もあるが、日本海軍の法令上は敷設艦である。

## 概要
軍艦「若鷹」は太平洋戦争開戦直前に竣工した初鷹型敷設艦（急設網艦）。艦名は若い鷹による。大戦中は主に輸送船団の護衛に従事した。太平洋戦争を生き延びて戦後は復員輸送に従事し、そののち賠償艦として引き渡された。終戦時に帝国軍艦籍にあった艦中、解体あるいは海没処分されずに賠償艦となった唯一の艦である。

## 艦型
「若鷹」は④計画艦の仮称艦名第102号艦。初鷹型3番艦だが、基本計画番号は初鷹型1番艦「初鷹」と初鷹型2番艦「蒼鷹」のH12に対して「若鷹」はH12b(H12B)と異なる。船体寸法は同一であるが船首楼甲板を延長するなど船体に若干の違いがある。前檣と後檣も、本艦はやや後方に傾斜している。また兵装に関しても差異がある。先行2隻（初鷹、蒼鷹）では対空・対潜双方に対応可能な兵装として連装毘式四十粍機銃を2基装備していたが、性能不足のため「若鷹」はこれを四十口径三年式八糎高角砲とした。
防潜網は九六式二型防潜網24組(6カイリ分)を搭載可能。「一般計画要領書」によると先行の2隻と違って機雷の搭載を計画しておらず、掃海装備を搭載した。
太平洋戦争中、漸次レーダー増設や対空兵装の強化をおこなった。「あ号作戦後の兵装増備の状況調査」によると1944年(昭和19年)3月16日の時点で25mm連装機銃2基(艦橋前と艦尾付近に機銃台を設け1基ずつ)、13mm連装機銃2基(煙突直後に機銃台を設け左右1基ずつ)、九四式爆雷投射機1基、九三式水中聴音機を装備、探信儀には水流覆を取り付けた。また「終戦時の日本海軍艦艇」によると最終時には艦橋天蓋に22号電探が装備されていた。
艦首損傷時の修理で艦首部が約4m(または5から6m)短くなり、商船タイプの揚錨機が装備された。

## 艦歴
「若鷹」は④計画艦の仮称艦名第102号艦。初鷹型3番艦だが、基本計画番号は初鷹型1番艦「初鷹」と初鷹型2番艦「蒼鷹」のH12に対して「若鷹」はH12bと異なる。船体寸法は同一であるが船首楼甲板を延長するなど船体に若干の違いがある。前檣と後檣も、本艦はやや後方に傾斜している。また兵装に関しても差異がある。先行2隻（初鷹、蒼鷹）では対空・対潜双方に対応可能な兵装として連装毘式四十粍機銃を2基装備していたが、性能不足のため「若鷹」はこれを四十口径三年式八糎高角砲とした。防潜網6カイリ分、または九三式機雷100個を搭載可能。太平洋戦争中、漸次レーダー増設や対空兵装の強化をおこなった。
1940年（昭和15年）11月25日、播磨造船所で起工。
1941年（昭和16年）5月15日、日本海軍は播磨造船所の敷設艦を「若鷹」、舞鶴海軍工廠の秋月型駆逐艦を「秋月」と命名。同日附で2隻（若鷹、秋月）は艦艇類別等級表に類別された。
7月12日、進水。8月14日、播磨造船所に若鷹艤装員事務所を設置する。11月30日、竣工。艤装員事務所を撤去。佐世保鎮守府籍。
竣工と共に第二根拠地隊（第三艦隊）に所属。緒戦はフィリピン攻略戦や蘭印作戦にともなう各地の攻略作戦等に参加。1942年（昭和17年）3月10日、第二十二特別根拠地隊（第二南建艦隊）附属となり、バタビヤ方面で船団護衛に従事した。
同年8月21日、第八艦隊麾下の第八根拠地隊に編入され、8月29日にラバウル（ニューブリテン島）に進出。9月26日、ショートランド泊地に進出。同方面で行動したのち、11月15日にラバウル帰投。続いてラバウルとパラオ間の船団護衛任務に従事した。5月、小スンダ列島戡定作戦に参加。
同年12月29日、第二十五特別根拠地隊（第二南遣艦隊）に編入。その後はアンボン（アンボン島）方面で船団護衛任務に従事した。1943年（昭和18年）8月25日、ソロンで空襲を受けて損傷。8月27日から9月2日までアンボンで修理を行った。
1943年11月23日、ハルマヘラ島の西で潜水艦に対して爆雷攻撃を実施しており、これによりアメリカ潜水艦「カペリン」を沈めたかもしれない。
1944年（昭和19年）1月1日、第二十五特別根拠地隊は第四南遣艦隊所属となる。10月上旬、「若鷹」は損傷中の敷設艦「厳島」を曳航してビートンからスラバヤに向かうことになった。
10月7日（10月17日とする出典もある）、スラバヤ（ジャワ島）に向け航行中の2隻（若鷹、厳島）は、オランダの潜水艦Zwaardvischの雷撃を受けた。Zwaardvischは5本の魚雷を発射し、1本が命中した「厳島」は沈没し、「若鷹」にも船首に魚雷1本が命中したが不発であった。「若鷹」のスラバヤでの修理は10月18日から1945年（昭和20年）3月8日までかかった。
1945年（昭和20年）3月27日 ジャワ島北東でイギリス海軍潜水艦ステイジアンの雷撃を受ける。艦橋から先の船首を切断。乗員20人が死亡した。4月2日よりスラバヤで入渠。第102工作部の作業により、直線状の仮艦首を装備する。だが資材の不足のために修理は終戦までに完了しなかった。
終戦の報を受けてスラバヤからシンガポールへ移動。この最中に艦内で複数の下士官が士官に対して暴行を行う事件も発生した。その後、艦は日本へ回航され鹿児島で本格的な修理が実施された。
1946年（昭和21年）3月より、マニラ、サイゴン、高尾、シンガポール、沖縄、パレンバン、バンコク、香港などとの復員輸送業務に従事する。1947年（昭和2年）1月にメンテナンスを実施した。同年10月17日に、シンガポールでイギリスに引き渡された。後にマラヤ連邦所属となり、ラブアン（HMMS Laburnum）と命名され宿泊艦として使用される。1965年シンガポール所属となり同国義勇海軍の練習艦として使用。1967年5月5日シンガプーラ（RSS Singapura）と改名し同国義勇海軍の旗艦となる。1968年除籍解体。

## 年表
- 1940年11月15日 播磨造船所にて起工
- 1941年5月15日 「若鷹 （ワカタカ）」と命名[3]。
  - 7月12日 進水
  - 11月30日 竣工、本籍を佐世保鎮守府と定められる[7]。第三艦隊第二根拠地隊に編入[39]。
  - 12月17日 基隆出港、リンガエン湾上陸船団を護衛[39]。
- 1942年2月 ジャワ攻略作戦に従事[39]。
  - 3月10日 第二南遣艦隊第二十二特別根拠地隊に編入[39]。
  - 12月29日 第二南遣艦隊第二十五特別根拠地隊に編入[39]。
- 1944年1月1日 第四南遣艦隊第二十五特別根拠地隊に編入[39]。
  - 10月4日 厳島を曳航してスラウェシ島ビートンを出発しスラバヤへ向かう[39]。7日、厳島は被雷沈没。
  - 10月17日 ジャワ海で雷撃を受ける。スラバヤの第百二海軍工作部で修理。
- 1945年3月27日 ジャワ島北東で被雷し、艦橋より前方を切断[39]。スラバヤで修理。
  - 終戦時はスラバヤで修理中。その後引き上げ輸送に従事。
- 1946年3月1日 除籍[10]。同日、佐世保地方復員局所管の特別輸送艦に定められる[40]。
- 1947年4月5日 特別保管艦に指定される[41]。
  - 10月17日 特別輸送艦の定めを解かれる[42]。同日、イギリスに引渡し[8]。

## 歴代艦長
艤装員長
1. 上田光治 中佐/大佐：1941年8月11日[43] - 1941年11月30日[44]

艦長
1. 上田光治 大佐：1941年11月30日[44] - 1942年11月30日[45]
2. 斎藤泰蔵 大佐：1942年11月30日[45] - 1945年2月1日[46]
3. 河野昌通 中佐：1945年2月1日[46] - 1945年2月28日[47]
4. 安藤登 少佐：1945年2月28日[47] -
5. 箱守淳 中佐：1945年9月17日[48] - 1945年12月28日[49]
6. 佐藤清輝 少佐/第二復員官：1945年12月28日[49] - 1946年3月25日[50]
7. 清水珂琅 第二復員官/第二復員事務官/復員事務官：1946年3月25日[50] - 1947年2月12日[51]、以後5月10日まで艦長の発令無し。
8. 緒方友兄 復員事務官：1947年5月10日[52] - 1947年9月7日[53]
9. 西野繁 復員事務官：1947年9月7日[53] - 1947年10月17日[54]

## 同型艦
- 初鷹 (急設網艦)
- 蒼鷹 (急設網艦)